# Giuseppe Chiesa

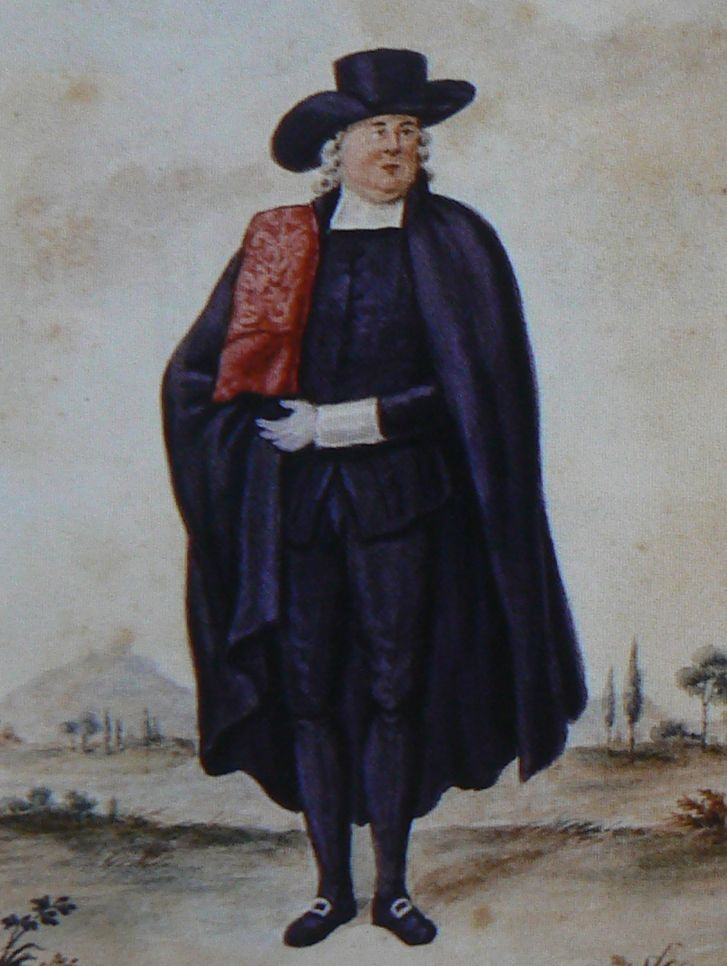
Retrato de un magistrado, en ocasiones, erróneamente identificado como un autorretrato del artista (Ca n'Oliver, colección Hernández-Sanz Hernández-Mora, Menorca).

Giuseppe Chiesa fue un pintor italiano que nació en Liorna en 1720 y murió en 1789 en Mahón, vivió casi toda su vida en Menorca.

## Biografía
Hijo de Giuseppe Chiesa y Felicia Baratti, familia de pintores, Baratti se estableció en Mahón, en Menorca, junto a su hermana María en 1728. Chiesa fue muy relevante ya que fundó una escuela de pintura en Mahón donde se formaron artistas como sus dos hijos, Josep y Joan Chiesa y también Pasqual Calbó i Caldés, importantísimo en la historia del arte menorquín. Este hecho le da una cierta inmortalidad a Chiesa, ya que Pasqual Calbó es una referencia en la pintura del siglo XVIII en la isla.
Su vida terminó el 20 de noviembre de 1789 debido a su mala salud. Su economía no estaba mucho mejor, esto pudo ser por la política española contra los extranjeros, ya que, aparte de tener raíces italianas, una de las hijas de Chiesa se casó con Nicolà Alexiano, un capitán del puerto de Mahón, de la familia griega de los Alexianos.
Se puede decir que el reconocimiento que Giuseppe Chiesa se merece, no es solo por el legado de su extensa obra sino también por ser quien abrió los horizontes de un nuevo campo cultural y artístico a Menorca, ya que, hasta la llegada de Chiesa a la isla, el arte de la pintura era prácticamente desconocido por sus habitantes (excepto por algunos cuadros de asunto religioso).

### Contexto histórico

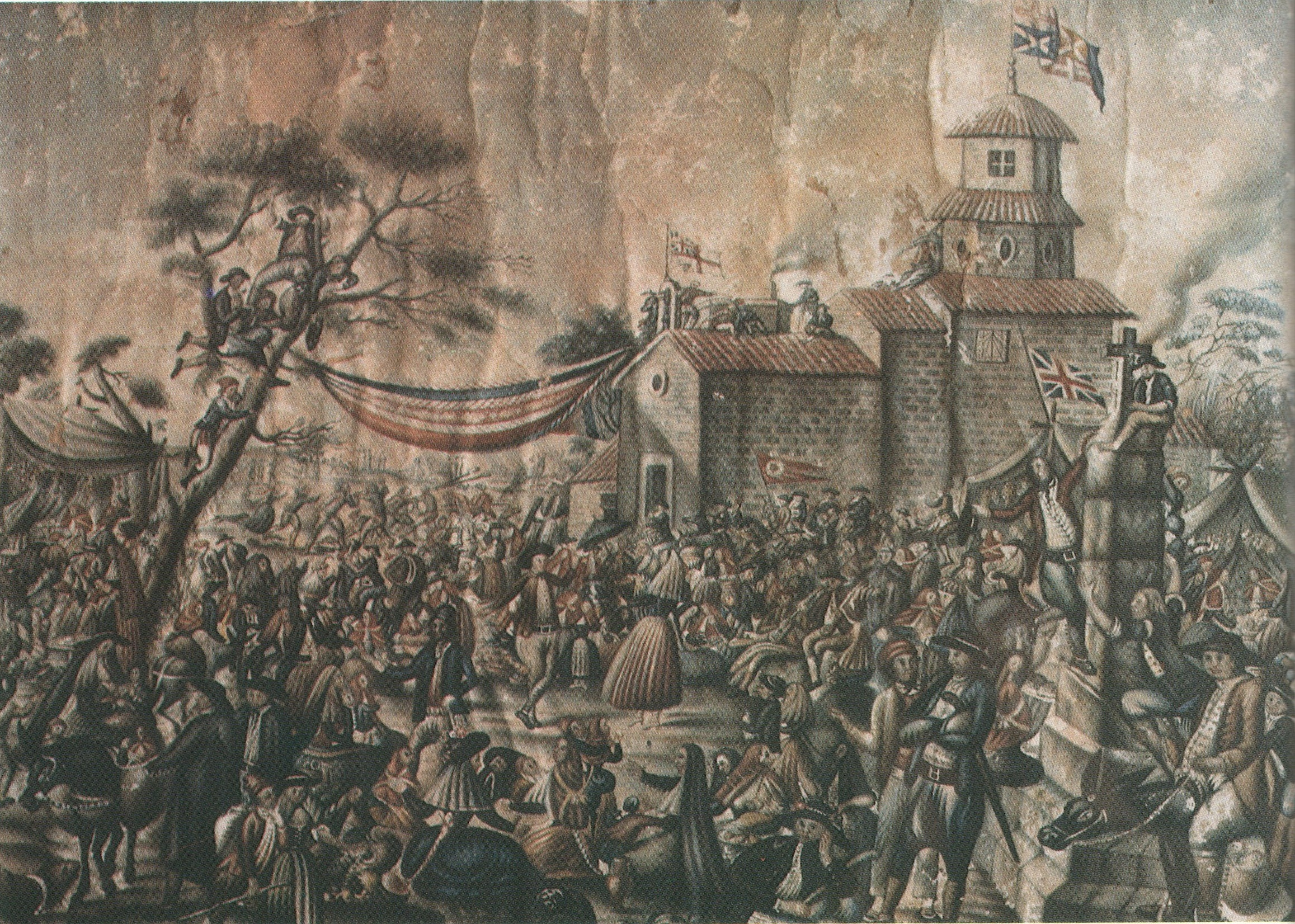
Fiesta popular en San Lorenzo de Binixems.

A finales del siglo XVII y principios del XVIII se produjo un cambio importante en todos los órdenes en Europa, que parte desde Inglaterra promovido por la burguesía. Este cambio se conoce con el nombre de Ilustración.
La razón y la experiencia pasan a ser las dos únicas vías de conocimiento. Durante esta etapa se incrementa el espíritu científico y surgen varios filósofos y científicos ingleses así como una importante generación de intelectuales en Francia. 
En España, a principios del siglo XVIII se plantea la cuestión sucesoria tras la muerte de Carlos II quien no tuvo descendencia. Tras una dura guerra de sucesión, accedió al trono Felipe V de entre los dos candidatos posibles (Felipe de Anjou y el archiduque Carlos).
A pesar de ser éste un monarca absolutista, facilitó bastante la entrada en España del pensamiento ilustrado. Durante este siglo se promueven algunas reformas, aunque sin mucho éxito a causa de la oposición del clero, la nobleza e incluso el pueblo, que mantenía su espíritu contrarreformista contra las ideas inglesas y francesas, ya que seguía anclado en la tradición. 
En el siglo XVIII la isla de Menorca vuelve a verse involucrada en los avatares europeos y pasa a manos inglesas (1713) como consecuencia de la guerra de sucesión. La isla permanecerá bajo dominio inglés durante cien años, con algunos periodos cortos en manos francesas y españolas. Los ingleses reforzaron las defensas construyendo más torres en la costa.

## Obra

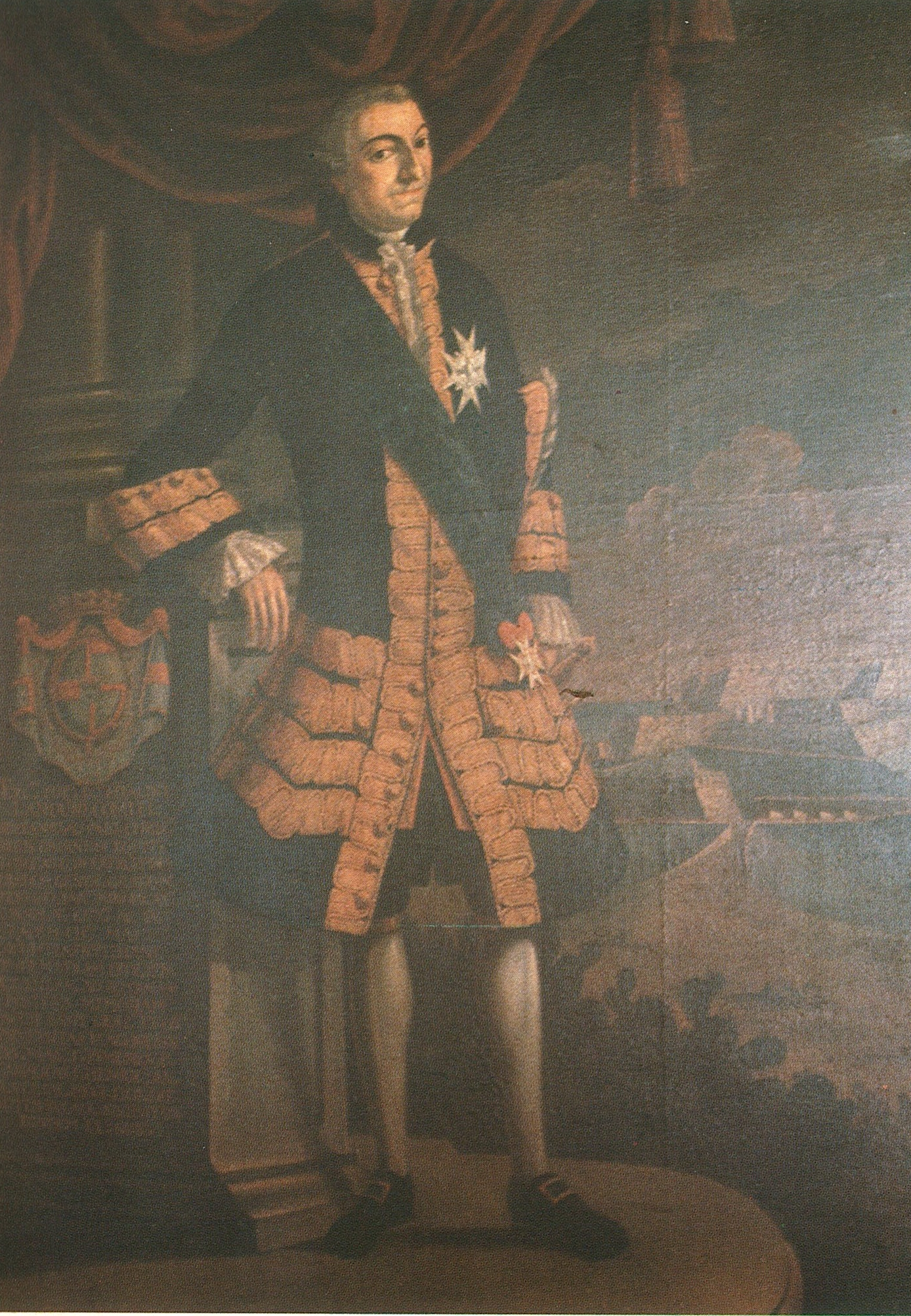
Duque de Lannion.

La objetividad y extrema minuciosidad de Chiesa, el gusto por la fidelidad en la indumentaria, hasta su penetración psicológica en los retratos y su realismo artesanal gustaron, sin duda, a la clientela inglesa que habitaba en la isla, por su carácter y concepción del arte.
Se aprecia en sus obras la influencia italiana, sobre todo del norte de Italia, aunque también el conocimiento del que Chiesa dispone sobre la escuela napolitana (se puede apreciar sobre todo en los retratos).
En los retratos hechos al natural que realizó se puede apreciar perfectamente como lleva hasta los extremos de la perfección la ejecución de la indumentaria, donde se cuidan los detalles más pequeños. Entre estos retratos destaca sobre todo el retrato del Duque de Lannion, encargo del Ayuntamiento de Mahón de pintar al gobernador francés.
La técnica pictórica de Chiesa proporciona a sus cuadros riqueza en los detalles y una gracia inimitable con la acuarela.
Los cuadros de temática religiosa también son presentes en su obra, aunque escasamente. Se conoce que pintó cuatro cuadros para la Iglesia del Carmen de Mahón, aunque fueron quemados durante la guerra civil española (1936-1939), y esta misma suerte corrieron otras de sus obras.
En su obra, Chiesa fue captando los sucesos históricos más importantes, en los numerosos cuadros y dibujos fue plasmando las costumbres y la indumentaria menorquina de la época, así como los paisajes de la isla. En definitiva, su obra es una reserva de sucesos históricos, geográficos y artísticos de un valor incalculable.

## Alumnos destacados

### Joan y Josep Chiesa
Continuadores de la obra de su padre, se convirtieron en unos auténticos ilustrados. Conocían bien la técnica de la acuarela, cosa que les proporcionaba un carácter de espontaneidad. Siempre atentos a captar el ambiente y la fisonomía de una sociedad, convirtiendo así su pintura en un género muy popular de la época, y en consecuencia, comercial.
Se conservan una amplia cantidad de acuarelas. En muchas de ellas aparecen tanto miembros del clero, como personajes del campo o incluso personajes de ciudad con o sin cargo público.
Entre estas obras se puede apreciar que las firmadas con el nombre de Joan Chiesa suelen ser estudios de la sociedad de la época y su indumentaria, mientras que de entre las obras de Josep Chiesa destacan unas acuarelas del puerto de Mahón desde diferentes puntos de vista, probablemente fueron encargos de los ingleses para la defensa del puerto. De todas maneras, aunque la finalidad de estos cuadros es muy clara, los detalles en ellos están cuidados al máximo y no solo los necesariamente militares sino también los referentes a aspectos civiles del puerto.

### Pasqual Calbó y Caldés
Pintor menorquín alumno de la escuela de pintura de Giuseppe Chiesa, quien le recomendó que se fuese a Italia a acabar de perfeccionar sus estudios y su formación artística. Estudió en varias ciudades italianas, hasta que, ya reconocido, llegó a Viena, donde le nombraron pintor de cámara y director de la Imperial y Real Galería de Pinturas. 
Su carácter melancólico y atormentado, lo llevó a huir de los honores que la corte le proporcionaba, y volvió a Menorca para pintar y refugiarse en la docencia. 
Volvió a viajar, pero esta vez hacia América, al Caribe, donde su obra desarrolló aspectos innovadores. 
Su obra destaca en el conjunto de las artes menorquinas y es uno de los pintores más representativos de la isla de Menorca durante el siglo XVIII.